# Nathalie Piquion
Nathalie Piquion (ur. 18 września 1988), francuska tenisistka.
Karierę międzynarodową rozpoczęła w 2003 roku turniejem kwalifikacyjnym w Le Havre we Francji, w którym przegrała z rodaczką Charlen Vanneste. Swój pierwszy turniej wygrała dopiero sześć lat później, w Apeldoorn w Holandii, pokonując w finale reprezentantkę gospodarzy Kiki Bertens. W sumie wygrała pięć turniejów singlowych i jeden deblowy ITF.

## Wygrane turnieje rangi ITF
| turnieje z pulą nagród 100 000 $ |
| turnieje z pulą nagród 75 000 $  |
| turnieje z pulą nagród 50 000 $  |
| turnieje z pulą nagród 25 000 $  |
| turnieje z pulą nagród 15 000 $  |
| turnieje z pulą nagród 10 000 $  |

|    | Data       | Turniej                    | Kat. | ($)    | Naw.   | Finalistka    | Wynik         |
| 1. | 14/06/2009 | Apeldoorn                  | ITF  | 10 000 | ziemna | Kiki Bertens  | 6:3, 6:2      |
| 2. | 01/11/2009 | Vila Real de Santo António | ITF  | 10 000 | ziemna | Kinnie Laisne | 6:3, 7:5      |
| 3. | 22/11/2009 | Kair                       | ITF  | 25 000 | ziemna | Nanuli Pipija | 6:3, 6:0      |
| 4. | 10/01/2010 | Saint-Martin               | ITF  | 10 000 | twarda | Alizé Lim     | 7:6, 6:1      |
| 5. | 15/05/2011 | Zagrzeb                    | ITF  | 25 000 | ziemna | Doroteja Eric | 6:3, 3:6, 6:1 |